# Selenoharnstoff
Selenoharnstoff ist eine chemische Verbindung aus der Gruppe der Selenocarbonylverbindungen. Es ist Analogon von Harnstoff und Thioharnstoff, bei dem das Sauerstoffatom beziehungsweise Schwefelatom durch ein Selenatom substituiert ist.

## Synthese
Ausgehend von den Edukten Calciumcyanamid und Selenwasserstoff kann Selenoharnstoff hergestellt werden.
{\displaystyle \mathrm {CaCN_{2}+H_{2}Se+2\,H_{2}O\rightarrow SeC(NH_{2})_{2}+Ca(OH)_{2}} }

## Verwendung
Selenoharnstoff wird zur Darstellung von Selenazolen verwendet. So entstehen bei der Umsetzung mit α-Halogenketonen 2-Amino-4-alkylselenazole. Die Reaktion von α-Halogencarbonsäuren mit Selenoharnstoff führt zu 2-Amino-4-selenazolonen.